# Новини садівництва
«Новини садівництва» — науково-виробничий журнал розпочав свою діяльність у 1993 році. Саме він один з перших і чи не єдиний періодичний фаховий журнал, де висвітлюються переважно питання інтенсивного садівництва. Можливо, завдяки і йому в Україні з'явилися нові садівничі господарства, які функціонують на засадах новітніх інтенсивних технологій.
За 17 років журнал став добре знаний у садівничих колах України. Редакція також є співорганізатором навчальних поїздок у найкращі садівничі господарства України та за рубіж, зокрема в Австрію, Бельгію, Голландію, Іспанію, Італію, Німеччину, Польщу, Росію, Угорщину, Францію та інші країни.

## Початок шляху
Поштовхом до створення журналу стала поїздка до Польщі групи співробітників кафедри плодівництва і виноградарства Уманського державного аграрного університету. Побачене і почуте глибоко вразило і переконало в необхідності перебудови садівництва України. Тоді ж було висловлено думку про доцільність створення журналу, який би допоміг широкому загалу опанувати новітніми технологіями. Ідея була підтримана і в березні (18.03.1993 р.) перший номер щоквартального науково-виробничого журналу підписано до друку.

## Науковий підхід
Саме науковий підхід до вирішення актуальних питань практичного садівництва було покладено в основу діяльності новоствореного загальнодержавного журналу «Новини садівництва». «Уманська школа» наукового садівництва стала саме тим середовищем, де відбувалося його започаткування.
Завдяки міжнародним проектам, вітчизняні садівники чи не вперше познайомилися з практичними аспектами сучасного садівництва.
На сторінках журналу знайшли відображення найновіші розробки з питань промислового плодівництва; в співпраці з міжнародними проектами видано спецвипуски з питань закладання і догляду за інтенсивним садом, які користуються особливим попитом серед практиків.

## Співорганізатор семінарів
Починаючи з 1996 року, редакція журналу стала співорганізатором міжнародних науково-практичних семінарів «Високоінтенсивні технології — в садівництво», яких вже проведено більше двадцяти в різних регіонах країни. На це своєрідне «Свято квітуючої яблуні», яке традиційно щороку проходить в Уманському агроуніверситеті у першій декаді травня, з'їжджаються садівники з усієї України і близького зарубіжжя, щоб почути і побачити новинки у технологіях вирощування плодів і ягід, починаючи від закладання насаджень і закінчуючи збиранням, зберіганням і реалізацією продукції.
На XXV семінарі у травні 2009 року взяло участь понад 450 садівників з усіх областей України, з Бельгії, Голландії, Італії, Німеччини, Молдови, Польщі і Росії.

## Підготовка кадрів
Аналізуючи пройдений 15-річний шлях існування журналу «Новини садівництва», можна підсумувати зроблене для підготовки кадрів науковців і практиків на основі сучасних систем інтенсивного садівництва.
У 1996 р. в Уманському агроуніверситеті професор Мельник О. В. вперше в Україні започаткував спеціальний навчальний курс «Суперінтенсивні технології в садівництві», який у 2000-му трансформувався в частину загальнодержавного — «Світові агротехнології у садівництві, овочівництві та виноградарстві». За дефіциту доступної літератури основним посібником для студентів став журнал «Новини садівництва».
Журнал вже сам по собі став школою для чималого числа випускників Уманського агроуніверситету, які користуються особливим попитом на ринку праці, а також елементом зворотного зв'язку кафедри плодівництва та виноградарства з виробництвом.
Ідея підвищення кваліфікації фахівців-практиків виникла одночасно з так званим «голландським» проектом, бо було вирішено доповідати про результати зроблених спостережень на семінарах-практикумах. Починаючи з 1996 р., від керівників вітчизняних садівничих господарств надходили прохання провести навчання спеціалістів. Навчання відбувалося на основі інформаційного забезпеченням журналом «Новини садівництва» на одно- чи кількаденних семінарах на базі кафедри плодівництва і виноградарства Уманського національного університету садівництва, безпосередньо в господарствах, а також з виїздом у передові садівничі країни Західної Європи (тільки у 2007 р. таких поїздок здійснено шість). Нерідко навчання переростало в регіональні, всеукраїнські і міжнародні семінари.

## Міжнародні проекти
Діяльність журналу звернула на себе увагу міжнародних фондів і організацій, які запропонували взяти участь у своїх програмах. Спільно з американською корпорацією ACDI-VOCA було розпочато створення регіональних Асоціацій розвитку інтенсивного садівництва, в межах якої проведено ряд навчальних семінарів. Наслідком такої діяльності стало створення в 2001 р. садівничої Асоціації на Вінниччині, в 2002-му — на Буковині й у 2003 р. на Черкащині.
В рамках програми «Співпраця заради миру» корпорація CNFA (США) разом з редакцією реалізувала десятиденну поїздку по Україні американського фахівця Р.Ешлемана. Тоді власник стогектарного саду зі штату Огайо виступив на п'яти регіональних семінарах з інтенсивного садівництва з участю понад 400 вітчизняних науковців, практиків і студентів.
З часом ця діяльність стала частиною програм регіональних Центрів навчання і підтримки сільгоспвиробників.